# Jarmolińce
Jarmolińce (ukr. Ярмолинці) – osiedle typu miejskiego na Podolu, dawna stolica rejonu w obwodzie chmielnickim. Dawniej w powiecie płoskirowskim.

## Historia
Osada, wzmiankowana w przywileju króla Polski Władysława Jagiełły z 1407, który okoliczne włości nadał Chodce, pochodzącemu z Kroacji. Król Polski Kazimierz IV Jagiellończyk nadał prawo magdeburskie w 1455 (według Bonieckiego, zamienił wieś na miasto). W XVIII–XIX wiekach miasto znane było z manufaktur sukienniczych, garbarni, produkcji maszyn rolniczych i siodeł. Tutejszy klasztor Bernardynów (1761), uchodzący za jeden z piękniejszych na Kresach, zamieniono po 1831 roku na cerkiew prawosławną. W 1780 dobra jarmolińskie kupił Wojciech Ścibor Marchocki.
W zaborze rosyjskim siedziba gminy Jarmolińce w powiecie proskurowskim guberni podolskiej.
Po agresji ZSRR na Polskę w 1939 w Jarmolińcach powstał założony i nadzorowany przez NKWD obóz dla jeńców polskich. Był tu m.in. więziony Jan Leon Ziółkowski.
Podczas najazdu niemieckiego, we wrześniu 1941 roku Niemcy utworzyli getto dla żydowskich mieszkańców. Przebywało w nim około 6400 osób (w tym większość Żydów z Gródka, Michałpola, z Frampola i Szarówki). W październiku 1941 roku Niemcy zlikwidowali getto, a Żydów zamordowali. 
W 1959 liczyło 6 880 mieszkańców.
W 1989 liczyło 9 552 mieszkańców.
W 2013 liczyło 7 790 mieszkańców.

## Zabytki
- Kościół św. Apostołów Piotra i Pawła(inne języki) z lat 1793–1862
- niezachowany zamek w Jarmolińcach – Korczak-Jarmolińscy zbudowali zamek na planie czworokąta z bastionami w narożach - mający zabezpieczać okolicę przed napadami Tatarów[8][9]. Fragmenty zamku przetrwały do XIX w.[8]
- dwór – od końca XVIII w. miejscowość należała do polskiej rodziny Orłowskich z Jarmoliniec herbu Lubicz. Na przełomie XIX i XX wieku staropolski dwór jarmoliniecki słynął z kolekcji obrazów Juliusza Kossaka, Józefa Chełmońskiego, Aleksandra Orłowskiego, Henryka Siemiradzkiego. Dwór istniał do 1917 r.[2] Po I wojnie światowej Jarmolińce znalazły się w granicach Ukraińskiej SRR.

## Urodzeni
- Adrian Baraniecki – polski lekarz, powstaniec styczniowy, działacz społeczny
- Bohdan Kutyłowski – polski adwokat, publicysta i dyplomata, przedstawiciel Polski przy rządzie Ukraińskiej Republiki Ludowej[10]
- Ksawery Orłowski – polski dyplomata

## Galeria

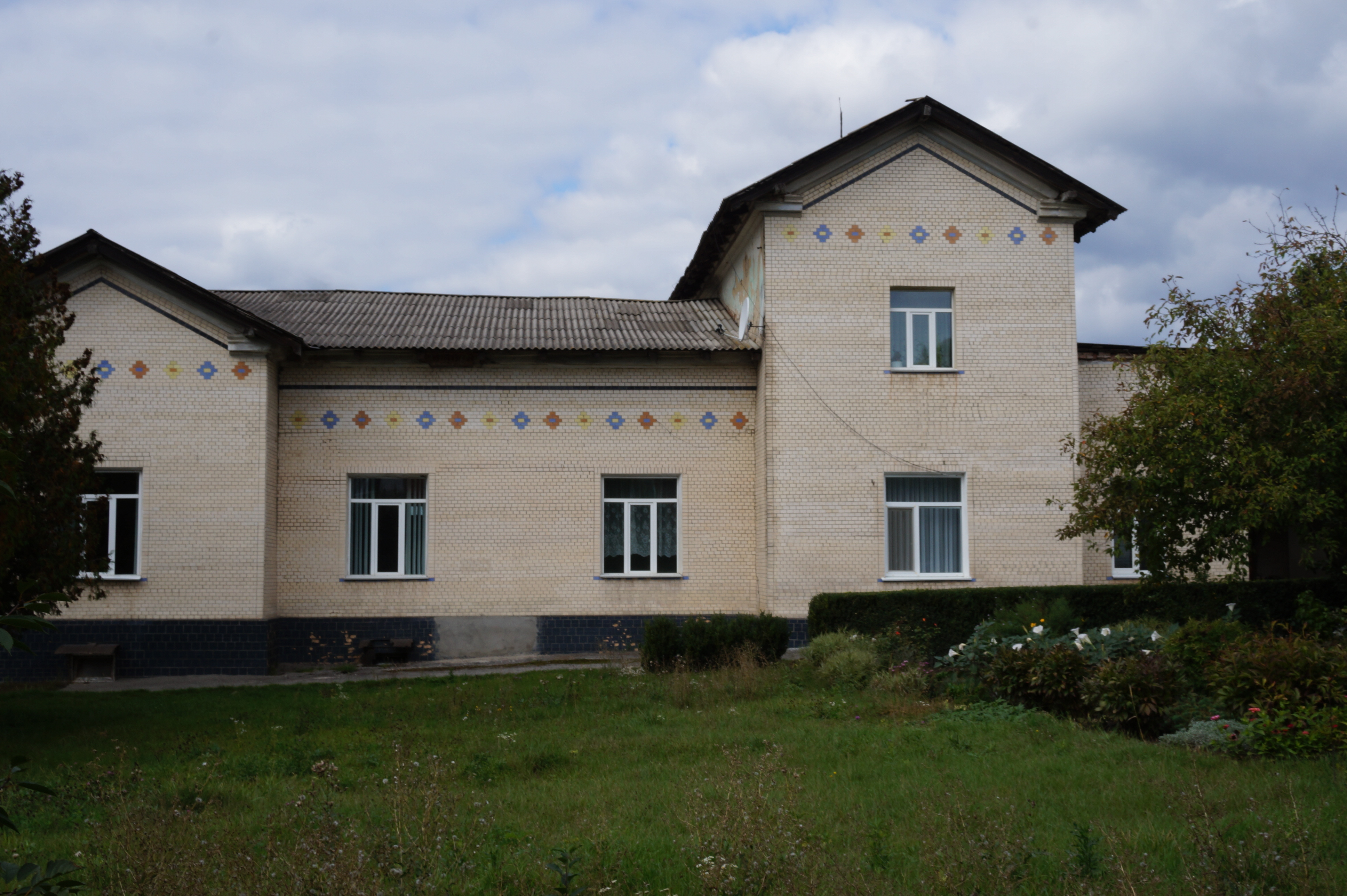
Pałac Orłowskich
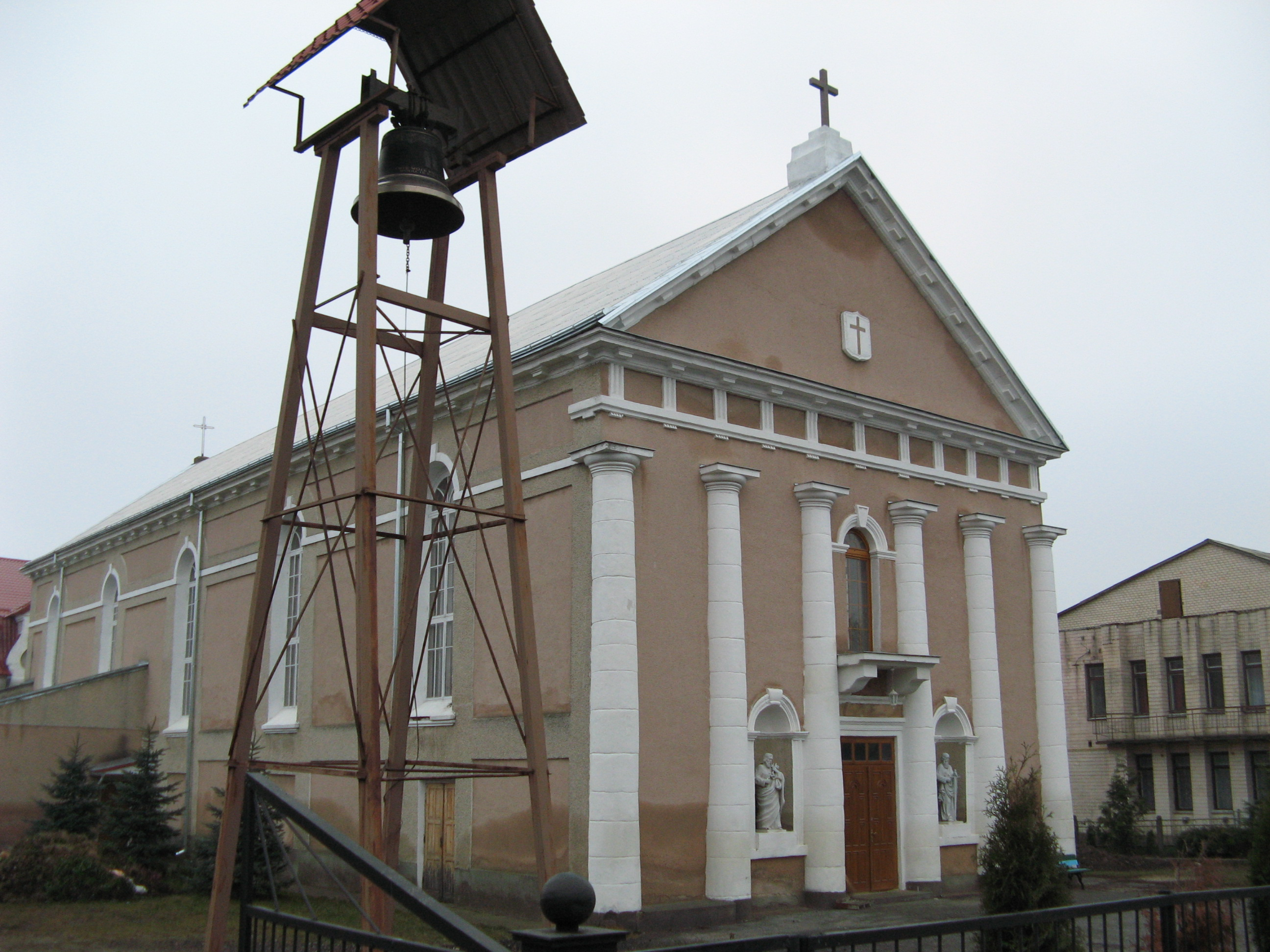
Kościół św. Apostołów Piotra i Pawła(inne języki)
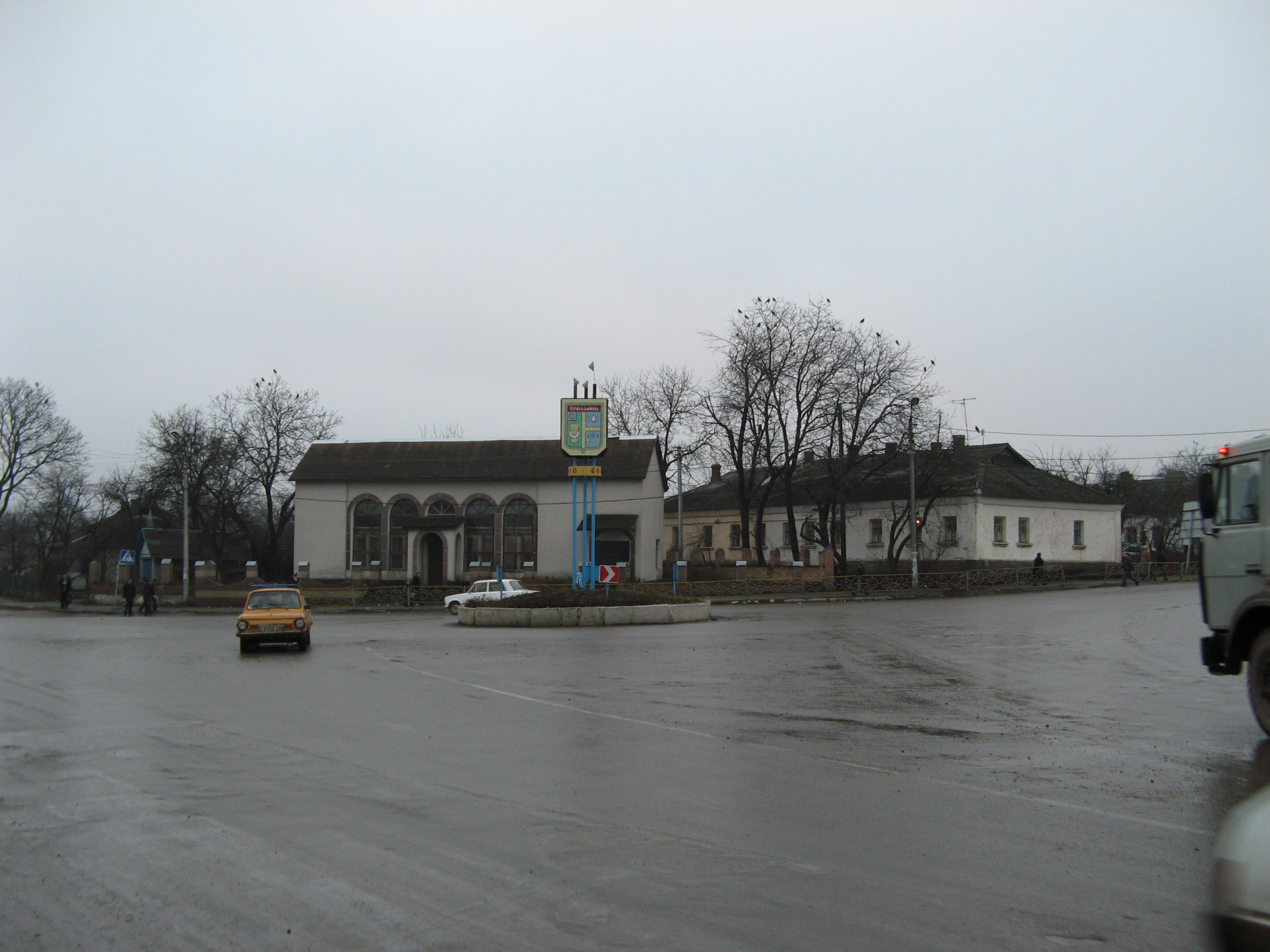
Rondo w centrum miasteczka